# 2027년 하계 스페셜 올림픽
제17회 하계 스페셜 올림픽 세계 대회는 2027년 8월 18일에서 8월 30일까지 칠레 산티아고에서 열릴 스페셜 올림픽이다.